# Арей
А́рей (рос. Арей) — село у складі Ульотівського району Забайкальського краю, Росія. Входить до складу Тангинського сільського поселення.

## Населення
Населення — 185 осіб (2010; 208 у 2002).
Національний склад (станом на 2002 рік):
- росіяни — 97 %